# Пісня полум'я
Пісня полум'я (англ. The Song of the Flame) — американський мюзикл режисера Алана Кросленда 1930 року. Фільм був номінований на премію «Оскар» за найкращий звук.

## Сюжет
Екранізація однойменної оперети 1925 року, в якій розповідається про революцію в Росії, очолюваної селянкою на прізвисько «Полум'я», яка, незважаючи на протидію монархії, закохана в принца.

## У ролях
- Александр Грей — принц Володя
- Берніс Клер — Анюта, «Полум'я»
- Ной Бірі — Константин
- Еліс Джентл — Наташа
- Берт Роач — граф Борис
- Інез Кортні — Груша
- Шеп Кемп — офіцер
- Іван Лінов — приятель Константина